# Divertisment pentru vrăjitoare
Divertisment pentru vrăjitoare este o povestire științifico-fantastică sword and sorcery a scriitorului român Vladimir Colin. A apărut în 1972 în colecția de povestiri Capcanele timpului de la editura Albatros (Colecția Fantastic Club).   A fost tradusă în 1974 în limba franceză ca Divertissement pour sorcière și publicată în colecția de povestiri Les dents de Chronos (editura Robert Laffont).

## Prezentare
O misiune de salvare călătorește în timp din viitor în trecut pentru a căuta o navă spațialo-temporară rătăcită în jos-timp. Ceea ce urmează este o structură circulară în care se răsucesc la nesfârșit trecutul, prezentul și viitoru. Tema centrală este că niciun fel de tehnică  oricât ar fi de avansată nu poate depăși posibilitățile necunoscute ale creierului uman.